# Sofija Asgatovna Gubajdulina
Sofija Asgatovna Gubajdulina (in russo София Асгатовна Губайдулина?; Čistopol', 24 ottobre 1931 – Appen, 13 marzo 2025) è stata una musicista e compositrice russa.

## Biografia
Gubajdulina nacque a Čistopol', nella repubblica russa del Tatarstan, all'epoca in Unione Sovietica. Studiò pianoforte e composizione al Conservatorio di Kazan', diplomandosi nel 1954. A Mosca intraprese ulteriori studi al Conservatorio con Nikolaj Pejko fino 1959, e poi con Šebalin fino al 1963.
Durante i suoi studi nell'URSS la sua musica fu etichettata come "irresponsabile" per le sue esplorazioni alternative. Fu sostenuta da Dmitrij Šostakovič il quale, valutando il suo esame finale la incoraggiò a continuare per la sua "cattiva strada".
Allora, nonostante tutto, le fu permesso di esprimere il suo modernismo in numerose partiture composte per documentari, includenti la produzione del 1968, On Submarine Scooters, un film a 70 mm.
A metà degli anni settanta Gubajdulina fondò Astreja, un gruppo di improvvisazione strumentale folcloristico, assieme ai compositori Viktor Suslin e Vjačeslav Artëmov. Nel 1979 fu messa nella lista nera perché appartenente al gruppo di musicisti "I sette di Khrennikov" al VI Congresso dei compositori dell'Unione delle Repubbliche sovietiche a causa della partecipazione in alcuni festival disapprovati dal regime.
All'inizio del 1980 Gubajdulina acquisì notorietà all'estero grazie al violinista Gidon Kremer che eseguì il suo concerto per violino ed orchestra Offertorium. In seguito compose un Omaggio a T. S. Eliot, usando il testo del capolavoro spirituale del poeta Four Quartets.
Nel 2000 Sofija Gubajdulina, ottenne con Tan Dun, Osvaldo Golijov, e Wolfgang Rihm, la commissione da parte dell'Internationale Bachakademie Stuttgart di una Passione - ogni compositore ha usato testi tratti da uno dei 4 vangeli - per la commemorazione di Johann Sebastian Bach.

## Musica
La sua musica è caratterizzata dall'uso di inusuali combinazioni strumentistiche. Nel brano In Erwartung, usa una combinazione formata da strumenti a percussione con un quartetto di saxofoni; ha inoltre scritto pezzi per koto e orchestra e tre raccolte per domra e pianoforte su temi popolari tatari.
Importante, nella concezione musicale di Gubajdulina, è l'aspetto simbolico. Secondo la compositrice:
Questa componente simbolica si riscontra in numerosi lavori a diversi livelli: nel "gesto" - il primo movimento della sonata per violino e violoncello Gioisci è basata sul passaggio tra suono reale e suono armonico relativo eseguito riducendo la pressione del dito sinistro sulla corda, in un movimento ascendente di trasmutazione del timbro che simboleggia la gioia -, nella "personificazione" degli strumenti - nell'opera Sette parole il violoncello rappresenta la vittima, il Dio-figlio, la fisarmonica è il Dio-padre e gli archi rappresentano lo Spirito Santo - o altri parametri, quali tessitura, modo d'esecuzione o scale adottate - nel brano In croce per violoncello e organo il simbolo della croce è rappresentato dallo scambio reciproco dei parametri (registro alto/registro basso, legato/staccato, diatonismo/microcromatismo) nelle parti degli strumenti; nel concerto per violino Offertorium il tema regio, utilizzato nell'Offerta Musicale da Bach, viene esposto completamente nell'incipit, per poi ritornare regolarmente sempre più ridotto, offrendo simbolicamente via via sempre più note fino a sparire.

## Misticismo numerologico
All'inizio degli anni ottanta Gubajdulina cominciò ad usare la successione di Fibonacci per strutturare la forma delle sue opere - ad esempio nella Sinfonia "Stimmen... Verstummen...", in Perception, nel pezzo per percussioni All'inizio era il ritmo, nel coro Omaggio a Marina Cvetaeva, nel trio Quasi hoquetus, nella sonata Et exspecto ed altre. 
La compositrice ha fatto ricorso alla serie di Fibonacci quale regola per organizzare unicamente il ritmo, generale e particolare, delle sue opere: 

## Premi e riconoscimenti
Gubajdulina ha ricevuto il Prix de Monaco (1987), il Premio Franco Abbiati della critica musicale italiana (1991), il Heidelberger Künstlerinnenpreis (1991), il Russian State Prize (1992), il SpohrPreis (1995), il Premio Imperiale in Giappone (1998), il premio musicale Léonie Sonning in Danimarca (1999), il Polar Music Prize in Svezia (2002), il Great Distinguished Service Cross of the Order of Merit della Repubblica federale della Germania (2002) e il Classical Awards di Cannes nel 2003.
Nel 2004, è stata eletta membro onorario straniero dell'American Academy of Arts and Letters e nel 2013 è stata insignita, alla Biennale di Venezia, del Leone d'oro alla carriera.

## Opere
- Quintetto, per pianoforte, 2 violini, viola e violoncello (1957)
- Ciaccona, per pianoforte (1962)
- Allegro rustico, per flauto e pianoforte
- Sonata, per pianoforte (1965)
- Notte a Menfi, cantata per mezzosoprano, coro maschile (su nastro magnetico) e orchestra (1968)
- Giocattoli musicali, raccolta di 14 pezzi pianistici per bambini (1969)
- Rubaijat, cantata per baritono e orchestra da camera (1969)
- Vivente - Non Vivente, musica elettronica (1970)
- Poema-skazka, per orchestra (1971)
- Concordanza, per insieme cameristico (1971)
- Quartetto per archi No. 1 (1971)
- Stupeni, per orchestra sinfonica (1972)
- Dieci Preludi, per violoncello solo (1974)
- Rumore e silenzio, per percussioni, celesta e clavicembalo (1974)
- L'ora dell'anima, poema per mezzosoprano e grande orchestra di fiati su testo di Marina Cvetaeva (1974), per percussioni, mezzosoprano, e grande orchestra (1976)
- Sonata, per contrabbasso e pianoforte (1975)
- Concerto per fagotto e strumenti ad arco gravi (1975)
- Hell und Dunkel, per organo (1976)
- Due Ballate, per 2 trombe e pianoforte (1976)
- Trio, per 3 trombe (1976)
- Romanza senza parole, per tromba e pianoforte (1977)
- Duo-sonata, per 2 fagotti (1977)
- Lamento, per tuba e pianoforte (1977)
- Misterioso, per 7 percussionisti (1977)
- Introitus, concerto per pianoforte e orchestra da camera (1978)
- De Profundis, per fisarmonica (1978)
- In Croce, per violoncello e organo (1979), per fisarmonica e violoncello (1991)
- Jubilatio, per 4 percussionisti (1979)
- Offertorium, concerto per violino e orchestra (1980, rev. 1982, 1986)
- Garten von Freuden und Traurigkeiten, per flauto, viola, arpa e voce recitante (1980)
- Perception per soprano, baritono (voce recitante) e 7 strumenti ad arco (1981, rev. 1983, 1986)
- Descensio per 3 tromboni, 3 percussionisti, arpa, clavicembalo e pianoforte (1981)
- Gioisci, sonata per violino e violoncello (1981)
- Sette parole, per violoncello, fisarmonica ed archi (1982)
- Quasi hoquetus, per viola, fagotto e pianoforte (1984)
- Hommage à Marina Cvetaeva, suite in cinque movimenti per coro a cappella (1984)
- In principio era il ritmo, per 7 percussionisti (1984)
- Et ex-specto, per fisarmonica (1985)
- Stimmen... Verstummen..., sinfonia in 12 movimenti (1986)
- Hommage à T. S. Eliot, per soprano e ottetto strumentale (1987)
- Quartetto per archi No. 2 (1987)
- Quartetto per archi No. 3 (1987)
- The Unasked Answer (Antwort ohne Frage), collage per 3 orchestre (1988)
- Trio per archi (1988)
- Jauchzet vor Gott, per coro misto e organo (1989)
- Pro et contra, sinfonia per orchestra (1989)
- Alleluja, per coro e orchestra (1990)
- Hörst Du uns, Luigi? Schau mal, welchen Tanz eine einfache Holzrassel für Dich vollführt (Слышишь ты нас, Луиджи? Вот танец, который *танцует для тебя обыкновенная деревянная трещотка), per 6 percussionisti (1991)
- Aus dem Studenbuch, per violoncello, coro maschile, voce recitante e orchestra su testo di Rainer Maria Rilke (1991)
- Gerade und ungerade (Чет и нечет), per 7 percussionisti (1991)
- Silenzio, per fisarmonica, violino e violoncello (1991)
- Lauda, per tenore, baritono, narratore, coro misto e grande orchestra (1991)
- Stufen, per orchestra (1992)
- Tartarische Tanz, per fisarmonica e 2 contrabbassi (1992)
- Dancer on a Tightrope (Der Seiltänzer), per violino, pianoforte e archi (1993)
- Jetzt immer Schnee (Теперь всегда снега), per insieme cameristico e coro da camera su testi di Gennadi Aigi (1993)
- Meditation über den Bach-Choral "Vor deinen Thron tret' ich hiermit", per cymbalom, 2 violini, viola, violoncello e contrabbasso (1993)
- Рано утром перед пробуждением, per 3 koto giapponesi a 17 corde e 4 koto giapponesi a 13 corde (1993)
- And: The Feast is in Full Procession (И: Празднество в разгаре), per viola e orchestra (1993)
- Quartetto per archi No. 4 con nastro magnetico (1993)
- In Erwartung (В ожидании), per quartetto di sassofoni e 6 percussionisti (1994)
- Ein Engel, per contralto e contrabbasso (1994)
- Figures of Time (Фигуры времени), per grande orchestra (1994)
- Aus der Visionen der Hildegard von Bingen, per contralto (1994)
- Musica per flauto, archi e percussioni (1994)
- Impromptu, per flauto (flauto traverso e flauto contralto), violino e archi (1996)
- Quaternion, per 4 violoncelli (1996)
- Galgenlieder à 3, 15 pezzi per mezzosoprano, percussioni e contrabbasso (1996)
- Galgenlieder à 5, 14 pezzi per mezzosoprano, flauto, percussioni, fisarmonica e contrabbasso (1996)
- Concerto per viola e orchestra (1996)
- Ritorno perpetuo, per cymbalom (1997)
- The Canticle of the Sun of St. Francis of Assisi, per violoncello, coro da camera e orchestra (1997)
- Im Schatten des Baumes (В тени под деревом), per koto, basso koto, guzheng e orchestra (1998)
- Two Paths: A Dedication to Mary and Martha, per 2 viole soliste e orchestra (1998)
- Johannes-Passion, per soprano, tenore, baritono, basso, 2 cori misti, organo e grande orchestra (2000)
- Risonanza, per 3 trombe, 4 tromboni, organo e 6 archi (2001)
- Johannes-Ostern per soprano, tenore, baritono, basso, 2 cori misti, organo e grande orchestra (2001)
- The Rider on the White Horse, per grande orchestra e organo (2002)
- Reflections on the theme B-A-C-H, per quartetto d'archi (2002)
- Mirage: The Dancing Sun, per 8 violoncelli (2002)
- On the Edge of Abyss, per 7 violoncelli e 2 waterphones (2002)
- The Light of the End (Свет конца), per grande orchestra (2003)
- Under the Sign of Scorpio, variazioni su sei esacordi per fisarmonica e grande orchestra (2003)
- Verwandlung (Transformation), per trombone, quartetto di sassofoni, violoncello, contrabbasso e tam-tam (2004)
- ...The Deceitful Face of Hope and Despair, per flauto e orchestra (2005)
- Feast During a Plague, per grande orchestra (2006)
- The Lyre of Orpheus, per violino, percussioni, e archi (2006)
- Nadeyka, trittico in memoria della figlia della compositrice, scomparsa nel 2004, composto da The Lyre of Orpheus, The Deceitful Face of Hope and Despair e Feast During a Plague (2006)
- Ravvedimento, per violoncello e quattro chitarre (2007)
- In Tempus Praesens, concerto per violino e orchestra (2007)
- Glorious Percussion, concerto per ensemble di percussioni e orchestra (2008)
- Fachwerk, concerto per bayan, percussioni e archi (2009)